# Русское фотографическое общество
Русское фотографическое общество (РФО) — крупнейший в истории Российской империи творческий союз профессиональных фотографов и фотографов-любителей.

## История

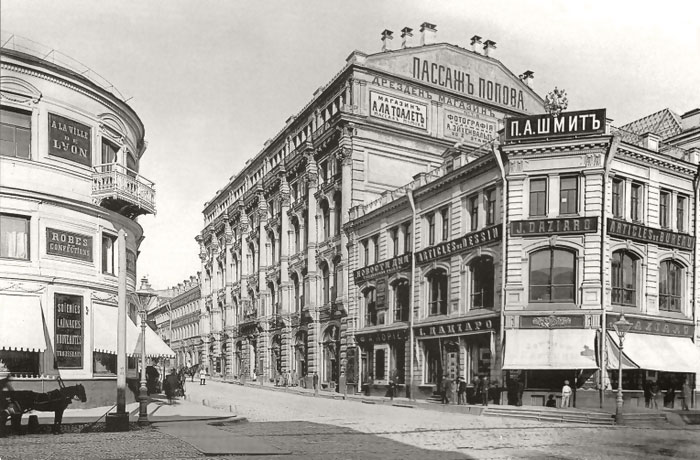
Пассаж Попова (в центре снимка) (1890-е гг.)

Русское фотографическое общество было основано в 1894 году в городе Москве. Главный офис располагался в Калашном переулке в доме княгини Е. Ф. Шаховской. В 1896 году в Москве прошел первый съезд русских фотографов. В 1898 году РФО переезжает в Пассаж Попова.
Уже к началу Первой мировой войны, РФО насчитывало в своих рядах около полутора тысяч членов. В числе членов общества, помимо москвичей и жителей Московской губернии, было немало представителей из столицы России города Санкт-Петербурга, а также представителей провинциальных губерний Российской империи, в частности: В. К. Вульферт, В. И. Срезневский, А. М. Лавров, К. А. Тимирязев, А. О. Карелин, С. А. Лобовиков, Н. А. Петров, С. М. Прокудин-Горский, А. С. Мазурин, М. П. Дмитриев, А. И. Трапани, Н. И. Бобир, А. М. Иваницкий, К. А. Фишер.
На заседаниях РФО выступали Николай Жуковский, Николай Умов, Климент Тимирязев, Николай Зелинский и другие видные российские учёные.
Согласно Уставу, Русское фотографическое общество содействовало «в разработке и распространении художественных, научных и технических знаний в области фотографии».
Весной 1896 года был проведен I съезд русских деятелей по фотоделу. Начиная с 1905 года организация издавала собственный ежемесячник «Повестки Русского Фотографического Общества в Москве», а с 1908 по 1918 год — «Вестник фотографии» с иллюстрированным приложением.
Русское фотографическое общество проводило регулярные практические занятия, конкурсы, создавала базу для собственного музея, участвовало во всевозможных фотовыставках (как в России, так и за её пределами) и нередко члены РФО получали призы и премии.
До 1914 года общество провело три съезда русских деятелей по фотоделу (1896, 1908, 1911).
После Октябрьского переворота 1917 года, основной костяк организации составили составили москвичи и жители Московской губернии, в числе которых были Н. П. Андреев, А. Д. Гринберг, Ю. П. Еремин, С. К. Иванов-Аллилуев, Н. И. Свищов, З. З. Виноградов, В. И. Улитин, П. В. Клепиков, К. В. Чибисов, Б. П. Подлузский, А. В. Донде.
Общество не только не имело никакой финансовой поддержки со стороны, но и потеряло практически всё имущество во время национализации. В период с 1917 по 1922 РФО практически лишилось возможности помогать молодым талантам и многие из них так и не смогли раскрыться. Те шедевры, которые не были пущены на самокрутки и не разошлись по карманам большевиков, поступили в 1922 году в Государственный Исторический музей. Огромными усилиями энтузиастам фотографии удалось добиться от Советской власти восстановления в статусе самостоятельной организации при Государственной Академии Художественных наук (на тот момент в составе РФО оставались лишь 180 человек).
В 1928 году правление РФО предпринимает попытку распространить деятельность организации по всей территории Российской Советской Федеративной Социалистической Республики. Русское фотографическое общество переименовывается во «Всероссийское фотографическое общество», в Уставе которого говорится следующее: «является правопреемником РФО, существовавшего на основании Устава 1921 года». Народный комиссариат внутренних дел СССР утвердил этот Устав 15 августа 1928 года. В периодике тех лет писалось «Русское фотографическое общество, изменившее наново свой устав в 1928 г. (на общество всероссийского масштаба), мечтало стать массовым добровольным обществом, включающим в себя руководство фотокружками»..
В феврале того-же года, за несколько месяцев до реорганизации РФО в ВФО, ВЦИК и СНК СССР издали декрет «Об утверждении положения об обществах и союзах, не преследующих целей извлечения прибыли». Инструкция НКВД, предписывала всероссийской Фотографической организации не позднее 1 февраля 1929 года подать ходатайство о перерегистрации. Правление ВФО своевременно подало все необходимые документы, однако ответа от чекистов не получило. Причину молчания НКВД объясняет разгромная десятистраничная статья в «Советском фотографическом альманахе» за 1929 год. В этой статье (очевидно являющейся рецензией на работы членов ВФО в фотовыставке «Советская фотография за 10 лет»), С. Евгенов утверждал: во-первых — «никакой связи или преемственности между дореволюционным фотолюбительством и советским фотолюбительским движением нет и не могло быть»; во-вторых — «советское фотолюбительство зародилось от иного корня … и развивалось параллельно культурному росту и росту материального благосостояния рабочего класса»; в-третьих — «получить признание „общественной организации“ в советской стране не так-то легко». К тому-же после VIII съезда профсоюзов и обращения фракции Всесоюзного центрального совета профессиональных союзов «основным руководителем фотодвижения было намечено ОДСК (Общество друзей советского кино)».
Правлению ВФО, в силу всех этих обстоятельств, не оставили иного выбора, кроме самороспуска. В 1930 году организация перестала существовать, и её место заняли строители коммунизма, которые художественной составляющей практически всегда предпочитали идеологическую.
3 декабря 2024 года в Общественной Палате РФ  на съезде руководителей региональных СМИ России, организованном АРС ПРЕСС, представлен Манифест с призывом воссоздания Русского Фотографического Общества. Непосредственным инициатором движения за воссоздание РФО выступает Совет старейшин советской и российской фотографии: С.Лидов,   Ю.Транквиллицкий, В.Гуков, Л.Шерстенников, В.Плотников, Ф.Редлих, С.Гунеев, В.Киселев, Т.Шахвердиев, Е.Облезов. Поддерживают движение за воссоздание РФО:
Международная Гильдия профессиональных фотографов СМИ России, Союз журналистов России, Союз фотохудожников России, Творческий союза художников России, Альянс руководителей региональных СМИ России, Фонд развития искусства и фотографии имени Петра Барышникова, Культурный проект РУСС ПРЕСС ФОТО,  Общероссийский фестиваль природы "Первозданная Россия".